# Transmutație nucleară

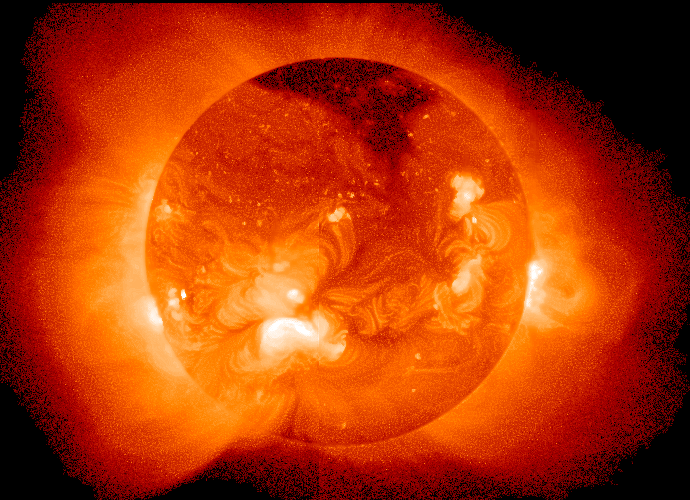
Soarele este un reactor de fuziune natural, care transmută elemente ușoare în elemente mai grele prin nucleosinteză stelară, o formă de fuziune nucleară.

Transmutația nucleară este conversia unui element chimic sau a unui izotop într-un alt element chimic. Deoarece orice element (sau izotop al unui element) este definit prin numărul de protoni (și neutroni) din nucleul său atomic, transmutația nucleară are loc în orice proces în care se modifică numărul de protoni sau neutroni din nucleu.
O transmutație se poate realiza prin reacții nucleare (în care o particulă externă reacționează cu un nucleu) sau prin dezintegrare radioactivă, în care nu este necesară nicio cauză externă.
Transmutația naturală prin nucleosinteză stelară a creat, în trecut, majoritatea elementelor chimice mai grele din universul existent cunoscut și continuă să aibă loc și în prezent, creând marea majoritate a celor mai obișnuite elemente din univers, între care se numără heliul, oxigenul și carbonul. Majoritatea stelelor realizează transmutația prin reacții de fuziune a hidrogenului și heliului, iar stelele mai mari pot fuziona și elemente mai grele precum fierul în evoluția lor matură.
Elementele mai grele ca fierul, precum aurul și plumbul, sunt create prin transmutații elementale care pot avea loc numai în supernove - pe măsură ce stelele încep să fuzioneze elemente mai grele, mult mai puțină energie este produsă din fiecare reacție de fuziune și fiecare reacție de fuziune care produce elemente mai grele ca fierul este de natură endotermică, iar stelele nu pot realiza acest lucru.
Un tip de transmutație naturală care se observă în prezent are loc atunci când anumite elemente radioactive din natură se dezintegrează spontan printr-un proces care produce transmutație, precum dezintegrare alfa sa dezintegrare beta. Un exemplu este dezintegrarea naturală a izotopului potasiu-40 în argon-40, care produce majoritatea argonului din aer. Tot pe Pământ, transmutațiile naturale din diverse mecanisme ale reacțiilor nucleare naturale au loc, datorită bombardamentului cu raze cosmice al elementelor (de exemplu, pentru a forma carbon-14), și ocazional din bombardamentul natural cu neutroni (ca exemplu, vezi un reactor natural de fisiune nucleară).
Transmutația artificială poate avea loc în echipamente care au suficientă energie pentru a modifica structura nucleară a elementelor. Printre aceste echipamente se numără acceleratoarele de particule și reactorii tokamak. Și reactorii de fisiune convenționali produc transmutație artificială, dar nu din puterea echipamentului, ci prin expunerea elementelor la neutronii produși prin fisiunea dintr-o reacție nucleară în lanț produsă artificial. De exemplu, atunci când un atom de uraniu este bombardat cu neutroni lenți, are loc fisiunea. Acest lucru eliberează, în medie, 3 neutroni și o cantitate mare de energie. Neutronii eliberați produc apoi fisiunea altor atomi de uraniu, până când tot uraniul disponibil este consumat. Aceasta se numește reacție în lanț.
Transmutația nucleară artificială este luată în considerare ca un mecanism posibil pentru a reduce volumul și pericolul deșeurilor radioactive.

## Istorie

### Alchimie
Termenul transmutație provine din alchimie. Alchimiștii au căutat piatra filozofală, capabilă de crisopeia – transformarea metalelor comune în aur. Alchimiștii înțelegeau crisopeia ca pe o metaforă pentru un proces msitic sau religios, însă unii practicieni au adoptat interpretarea literală și au încercat să producă aur prin experimentare fizică. Imposibilitatea transmutației metalice a fost dezbătută de alchimiști, filozofi și oameni de știință încă din Evul Mediu. Transmutația pseudo-alchimică a fost declarată ilegală și ridiculizată public începând cu secolul al XIV-lea. Alchimiști ca Michael Maier și Heinrich Khunrath au scris tratate care expuneau falșii pretendenți ai producerii de aur. În anii 1720, nu mai erau personaje respectabile care să caute transmutația fizică a substanțelor în aur. Antoine Lavoisier, în secolul al XVIII-lea, a înlocuit teoria alchimică a elementelor cu teoria modernă a elementelor chimice, iar John Dalton a continuat elaborarea noțiunii de atomi (din teoria alchimică a corpusculilor) pentru a explica diverse procese chimice. Dezintegrarea atomilor este un proces distinct la energii mult mai mari decât cele obținute de alchimiști.

### Fizica modernă
A fost aplicată conștient în fizica modernă pentru prima dată de Frederick Soddy când el, împreună cu Ernest Rutherford, au descoperit că thoriul radioactiv se convertea singur în radiu, în anul 1901. În momentul descoperirii, după cum Soddy și-a amintit ulterior, el a strigat: „Rutherford, asta este transmutația!” Rutherford s-a dat înapoi, „Doamne, Soddy, nu o numi transmutație. Ne vor lua gâtul ca alchimiști.”
Rutherford și Soddy studiau transmutația naturală ca parte a dezintegrării radioactive de tipul dezintegrare alfa. Totuși, în anul 1919, Rutherford a putut realiza transmutația azotului în oxigen, folosind particule alfa îndreptate spre azot 14N + α → 17O + p.  Aceasta a fost prima observare a unei reacții nucleare, adică, o reacție în care particulele dintr-o dezintegrare sunt folosite la transformarea unui alt nucleu atomic. În anul 1932, o reacție nucleară complet artificială și transmutație nucleară au fost realizate de colegii lui Rutherford, John Cockcroft și Ernest Walton, care au folosit protoni accelerați artificial către litiu-7 pentru spargerea nucleului în două particule alfa. Fenomenul a devenit cunoscut popular ca „spargerea atomului”, deși nu era reacția modernă de fisiune nucleară descoperită în anul 1938 de Otto Hahn, Lise Meitner și asistentul lor Fritz Strassmann în elemente grele.
Ulterior, în secolul al XX-lea, transmutația elementelor în interiorul stelelor a fost elaborată, ținând cont de abundența relativă a elementelor mai grele din univers. Cu excepția primelor cinci elemente, care au fost produse în Big Bang și alte procese cu radiații cosmice, nucleosintezei stelare i se datorează abundența tuturor elementelor mai grele ca borul. În articolul lor din anul 1957, Sinteza elementelor în stele, William Alfred Fowler, Margaret Burbidge, Geoffrey Burbidge, și Fred Hoyle au explicat cum abundența tuturor elementelor chimice, în afara celor mai ușoare, ar putea fi explicată prin procesul de nucleosinteză din stele.
S-a auzit că, în transmutația nucleară adevărată, este mult mai ușor să fie transformat aurul în plumb decât reacția inversă, cea pe care alchimiștii au căutat-o cu ardoare. Experimentele nucleare au reușit transmutarea plumbului în aur, dar cheltuiala depășește cu mult câștigul. Ar fi mai ușoară convertirea plumbului în aur prin captură neutronică și dezintegrare beta lăsând plumbul într-un reactor nuclear pentru o perioadă mare de timp.
Glenn Seaborg a produs câteva mii de atomi de aur din bismut, dar cu o pierdere netă.
Pentru mai multe informații privind sinteza aurului, vedeți Sinteza metalelor prețioase.
197Au + n → 198Au (timp de înjumătățire 2,7 zile) → 198Hg + n → 199Hg + n → 200Hg + n → 201Hg + n → 202Hg + n → 203Hg (timp de înjumătățire 47 zile) → 203Tl + n → 204Tl (timp de înjumătățire 3,8 ani) → 204Pb

## Transmutație în univers
Se crede că Big Bangul este la originea hidrogenului (inclusiv a deuteriului) și heliului din univers. Hidrogenul și heliul reprezintă împreună 98% din masa materiei obișnuite din univers, restul de 2% fiind constituit de celelalte. Big Bangul a mai produs și cantități mici de litiu, beriliu și poate bor. Mai mult litiu, beriliu și bor au fost produse mai târziu, printr-o reacție nucleară naturală, spalația de raze cosmice.
Nucleosinteza stelară este responsabilă de toate celelalte elemente care apar natural în univers sub formă de izotopi stabili și nuclizi primordiali, de la carbon până la uraniu. Acestea au apărut după Big Bang, în timpul formării stelelor. Unele elemente mai ușoare, de la carbon la fier au fost formate în stele și eliberate în spațiu prin stelele din ramura gigant asimptotică (AGB). Acestea sunt un tip de gigante roșii care își „pufăie” atmosfera exterioară, ce conține unele elemente, de la carbon până la nichel și fier. Toate elementele cu masă atomică mai mare de 64 unități atomice de masă sunt produse în stelele supernovă prin intermediul capturii neutronice, care se împarte în două procese: proces-r și proces-s.
Se crede că Sistemul Solar s-a condensat acum 4,6 miliarde de ani, dintr-un nor de hidrogen și heliu cu conținut de elemente mai grele în fire de praf formate anterior de multe asemenea stele. Aceste fire conținând elementele mai grele s-au format prin transmutație mai devreme în istoria universului.
Toate aceste procese naturale de transmutație din stele continuă și astăzi, atât în galaxia noastră cât și în altele. Stelele fuzionează hidrogenul și heliul în elemente tot mai grele pentru a produce energie. De exemplu, curbele luminoase observate la stelele supernovă precum SN 1987A arată că acestea expulzează mari cantități (comparabile cu masa Pământului) de nichel și cobalt radioactiv în spațiu. Totuși, prea puține din aceste materiale ajung pe Pământ. Majoritatea transmutațiilor naturale de pe Pământ din prezent sunt mediate de raze cosmice (precum producția de carbon-14) și de dezintegrarea radioactivă a nuclizilor primordiali radioactivi rămași de la formarea inițială a sistemului solar (precum potasiu-40, uraniu și thoriu), plus dezintegrarea radioactivă a produșilor acestor nuclizi (radiu, radon, poloniu, etc.). Vezi lanț de dezintegrare.

## Transmutația artificială a deșeurilor nucleare

### Introducere
Transmutația elementelor transuraniene (TRU, adică actinidele minus domeniul de la actiniu până la uraniu), precum izotopii plutoniului (cam 1% procente de masă din combustibilul nuclear (UNF) folosit dintr-un reactor cu apă ușoară) sau actinidele minore (MA, adică neptuniu, americiu, și curiu, cam 0,1% procente de masă fiecare în UNF-ul din LWR) are potențialul de a ajuta la rezolvarea unor probleme puse de managementul deșeurilor radioactive prin reducerea proporției izotopilor cu timp de înjumătățire mare pe care îi conține. Când sunt iradiați cu neutroni rapizi într-un reactor nuclear, acești izotopi pot fisiona, distrugând izotopul actinidic original și producând o serie de produși de fisiune radioactivi și neradioactivi.

### Tipuri de reactori
Ca exemplu, plutoniul poate fi reprocesat în combustibil MOX și transmutat în reactori standard. Elementele mai grele pot fi transmutate în reactori rapizi, sau în reactori subcritici cunoscuți și ca amplificator de energie, concepuți de Carlo Rubbia. Sursele de neutroni pentru fuziune au fost propuse ca fiind adecvate.